# Gohad
Gohad è una suddivisione dell'India, classificata come municipality, di 45.194 abitanti, situata nel distretto di Bhind, nello stato federato del Madhya Pradesh. In base al numero di abitanti la città rientra nella classe III (da 20.000 a 49.999 persone).

## Geografia fisica
La città è situata a 26° 25' 34 N e 78° 26' 41 E e ha un'altitudine di 158 m s.l.m..

## Società

### Evoluzione demografica
Al censimento del 2001 la popolazione di Gohad assommava a 45.194 persone, delle quali 24.668 maschi e 20.526 femmine. I bambini di età inferiore o uguale ai sei anni assommavano a 7.707, dei quali 4.249 maschi e 3.458 femmine. Infine, coloro che erano in grado di saper almeno leggere e scrivere erano 25.754, dei quali 16.803 maschi e 8.951 femmine.